# Aldo Tagliaferri
Aldo Tagliaferri (Milano, 21 dicembre 1931) è uno scrittore e traduttore italiano.

## Biografia
Legato al Gruppo 63, fu per molti anni redattore e direttore letterario alla Feltrinelli
, ideando e dirigendo, tra l'altro, la collana "Franchi Narratori". Tra le sue più importanti curatele si ricordano quelle di James Joyce (più volte ristampate) per cui curò la cronologia della vita dell'autore e dei suoi tempi, l'introduzione all'opera, l'antologia critica e la bibliografia di Dedalus (Milano, Mondadori, 1970) e Gente di Dublino (Milano, Mondadori, 1971); quella delle Opere poetiche di Emilio Villa (Milano, Coliseum, 1989; n.ed. Roma: L'orma, 2014); quella del catalogo Maschere in miniatura dell'Africa occidentale (Milano, Skira, 1997). Ha tradotto inoltre la trilogia Molloy, Malone muore, L'innominabile di Samuel Beckett (Torino, Einaudi, 1996, più volte ristampata), oltre ad Aidan Higgins, Alfred Salmony e Ronald D. Laing, e introdotto opere di Denise Levertov, Max Beerbohm, Ezra Pound, Yasunari Kawabata, Cleanth Brooks, Georg Groddeck, William Blake, Arno Hammacher, Sorel Etrog, Emilio Villa e Corrado Costa. Collabora con Il Verri.

## Opere principali
- La filosofia inglese, Milano, Nuova Accademia, 1962
- Beckett e l'iperdeterminazione letteraria, Milano, Feltrinelli, 1967 (traduzione francese: Beckett et la surdétermination litteraire, Paris, Payot, 1977; ed. riveduta e ampliata, Milano, Feltrinelli, 1979)
- L'estetica dell'oggettivo, Milano, Feltrinelli, 1968
- L'invenzione della tradizione. Saggi sulla letteratura e sul mito, Milano, Spirali, 1985
- Stili del potere. Antiche sculture in pietra dalla Sierra Leone e dalla Guinea, Milano, Electa, 1989
- Il taoismo, Roma, Newton Compton, 1996
- (con Giorgio Barbaglia), Uno e due. Indagini sul teatro dell'onnipotenza, Milano, Sipiel, 1998
- La via dell'impossibile. Le prose brevi di Beckett, Verona, Anterem, 2002; Roma, Edup, 2006
- Il clandestino. Vita e opere di Emilio Villa, Roma, DeriveApprodi, 2004; n.ed. Milano-Udine, Mimesis, 2016
- Intorno a Tondelli: testo e contesto, Ancona, Transeuropa, 2004 (conversazioni con Massimo Canalini)
- Dentro e oltre i labirinti di Emilio Villa, Milano, Edizioni del Verri, 2013
- Presentimenti del mondo senza tempo. Scritti su Emilio Villa, Ancona, Edizioni Argo, 2022